# Таллинский судоремонтный завод
Та́ллинский судоремо́нтный заво́д (эст. Tallinna Laevaremonditehas) —  крупное судоремонтное предприятие Советской Эстонии. Входило в состав производственного судостроительного объединения «Эстремрыбфлот». Официальный адрес: Таллин, бульвар Мере, 10. Предшественником завода являются ревельские адмиралтейские мастерские, строительство которых началось в 1714 году.

## История

### В России и Российской империи
2 февраля 1714 года русский царь Пётр I заложил краеугольный камень в основание Ревельского военного порта и Адмиралтейских мастерских  — предшественников будущего Таллинского судоремонтного завода. Согласно замыслу царя, предполагалось существенно расширить существующую купеческую гавань и создать рядом с нею военную гавань, которая должна была стать главной базой Балтийского военного флота. В 1716 году большая часть выполненных работ была уничтожена ноябрьским штормом.

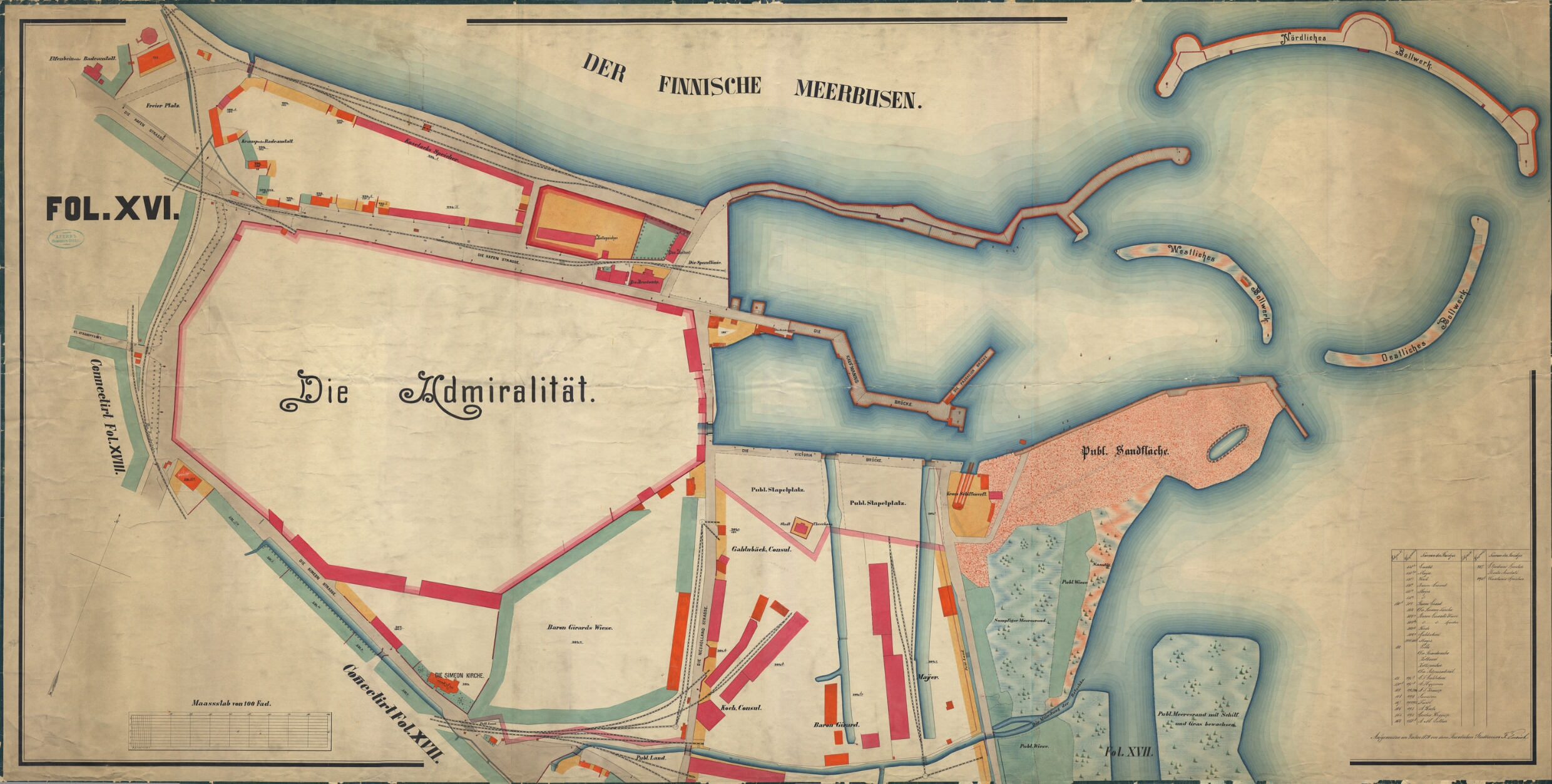
Район Адмиралтейской верфи в 1879 году

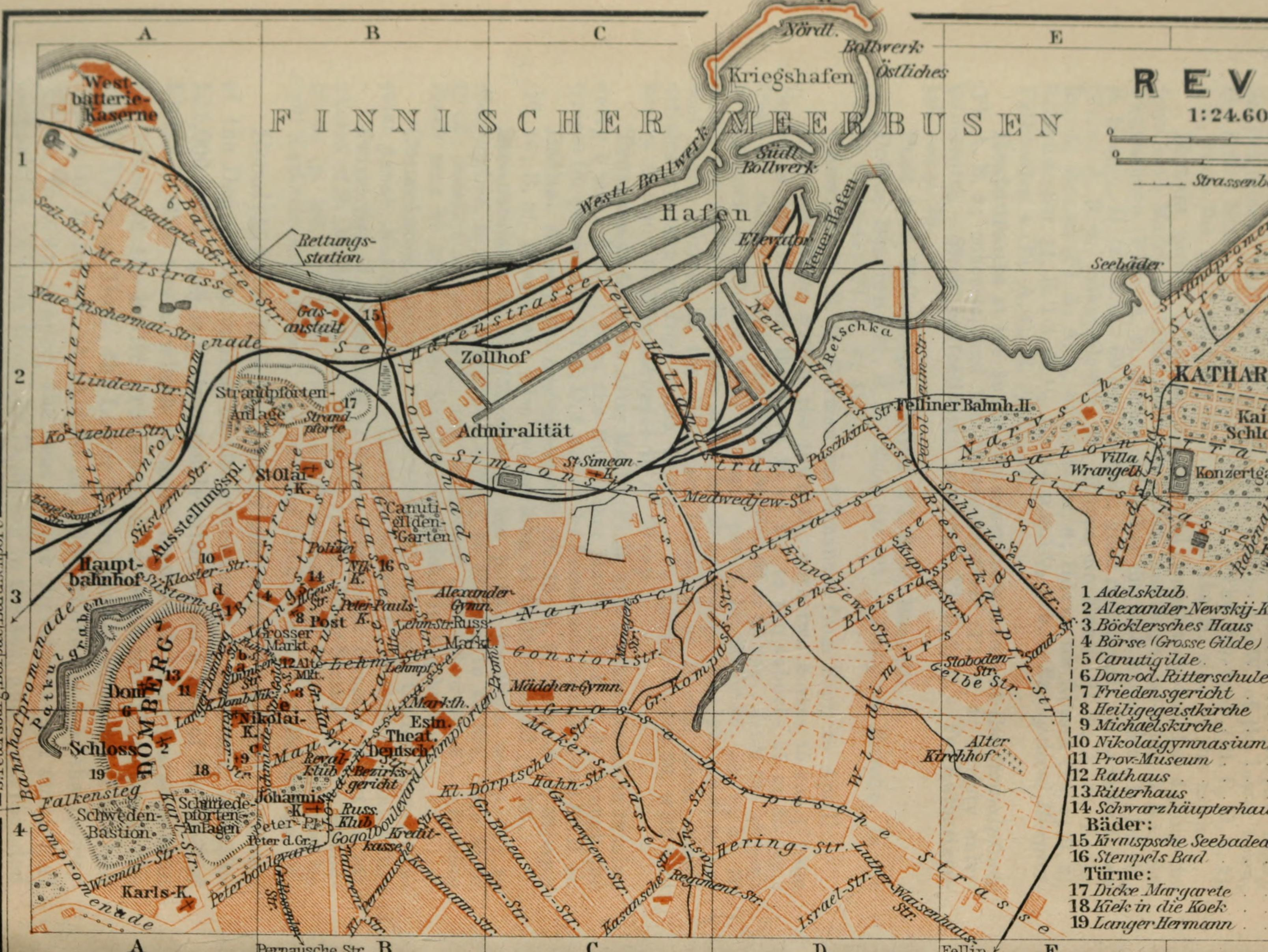
Ревельское Адмиралтейство на карте города 1914 года

В 1718 году работы над военным портом стали затягиваться, поскольку Пётр I изменил свои планы и вместо него планировал построить военный порт в Рогервике. В 1721 году строительство велось преимущественно в Рогервике, но продолжалось и в Ревеле. 5 апреля 1722 года император утвердил «Регламент об управлении Адмиралтейства и верфи в Ревеле». Адмиралтейство долгое время было самым большим предприятием в Ревеле, в 1722 году на нём работало около 250 рабочих и производилась большая часть военных кораблей Российской империи. К 1732 году было завершено строительство основных мастерских и построен Адмиралтейский канал. Возникло отдельное русскоязычное поселение под названием Матросская слобода, которое заняло всю территорию нынешних улиц Ахтри, Садама, Лоотси и бульвара Мере. Однако одно время портовый район был более известен как «Новая Голландия» из-за каналов и складов, напоминавших портовый город Нидерландов. Несколько крупных складов из плитняка сохранились до сих пор, но имеют новую функцию.
В 1783 году решение было окончательно принято в пользу Ревельского военного порта. В 1790-х годах в Адмиралтейских мастерских возводились почти все суда российского Балтийского флота. В период с 1797 по 1801 год они были расширены, и число рабочих на заводе достигло 500 человек.
После Крымской войны 1853–1856 годов ревельские укрепления постепенно были ликвидированы, и жизнь в районе порта изменилась. Символом нововведений того времени стало переименование в 1860 году Адмиралтейских мастерских в Ревельский портовый завод. Для строительства новой механической мастерской Главное управление морских дел отправило заводу паровую машину мощностью 40 лошадиных сил, а также различное оборудование и инструменты.
С 1872 завод носил название Государственные судоремонтные мастерские, с 1886 года — Государственный судоремонтно-механический завод. В конце XIX века на заводе было около 500 рабочих.
С 1905 года завод стал носить название Государственный портовый завод. Во время Первой мировой войны завод был главной ремонтной базой Балтийского флота. В 1917 году на нём работало около 7 тысяч рабочих.

### В Первой Эстонской республике

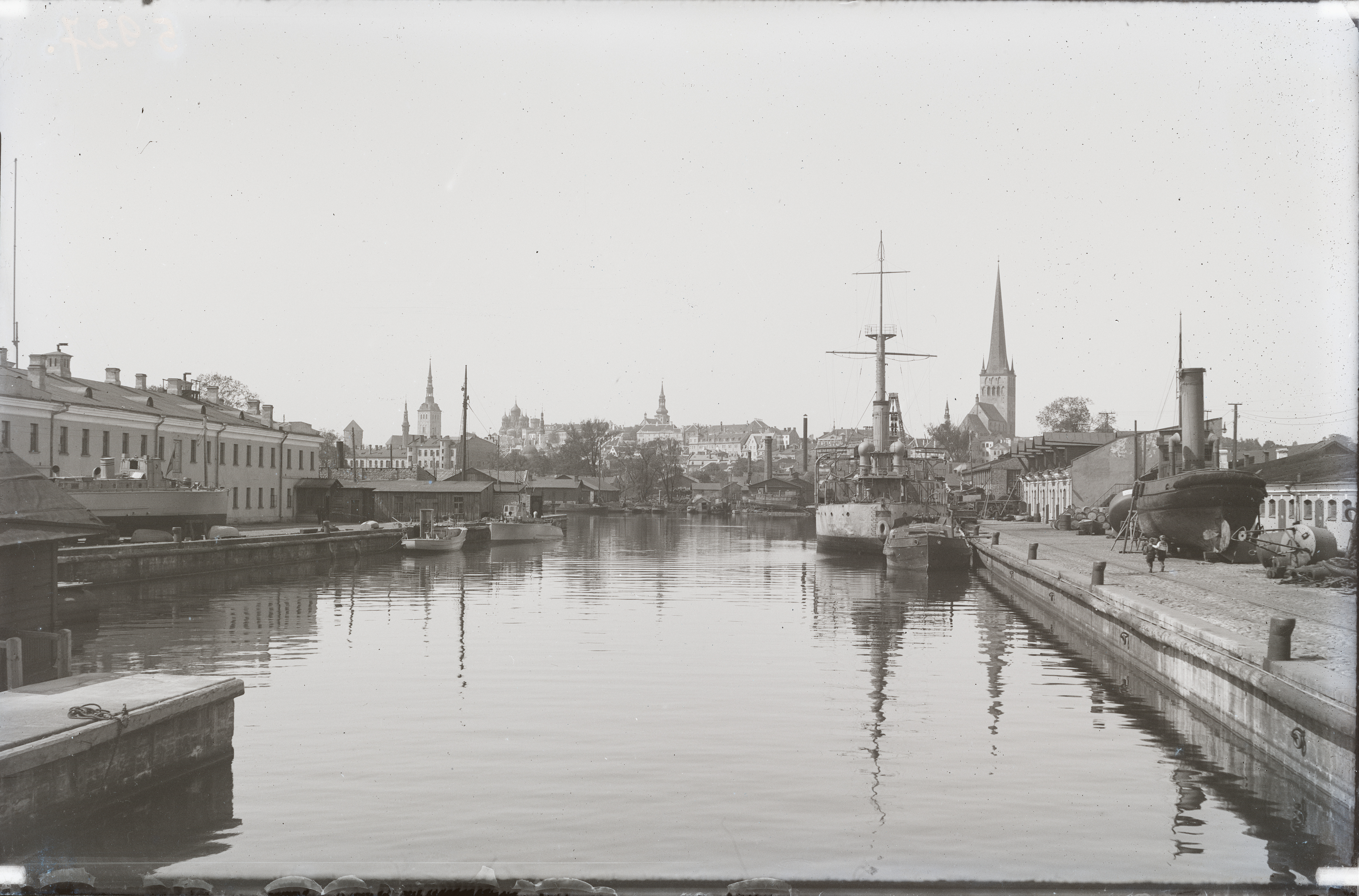
Адмиралтейский бассейн, 1930-е годы

После образования Эстонской республики большая часть завода (эст. название Riigi Sadamatehased) была законсервирована. В 1920 году на нём насчитывалось 1200 рабочих, в 1931 году — 800.
Завод был важным центром рабочего движения в Таллине. Крупнейшие забастовки прошли здесь в 1920 и 1932 годах.

### В Советской Эстонии
В советское время на заводе ремонтировались в основном рыболовецкие суда, в частности, «Lehtma», «Undva», «Klooga», «Kiipsaar», «Комсомолец» и др.. Одно время он входил в систему оборонно-промышленного комплекса СССР и назывался Завод № 36 ВМФ СССР, затем стал носить название Таллинский судоремонтный завод.
В 1972 году завод был награждён орденом «Знак Почёта». С 1977 года вместе с Балтийским судоремонтным заводом он входил в состав производственного судоремонтного объединения «Эстремрыбфлот».
9 сентября 1988 года Производственное судоремонтное объединение «Эстремрыбфлот» было передано Западному  бассейновому производственному  рыбохозяйственному объединению (БПО «Запрыба»). После распада  Советского Союза Таллинский судоремонтный завод был ликвидирован, оборудование распродано или сдано на металлолом. Почти все заводские постройки были снесены. В 1994 году началась передача территории Таллинского судоремонтного завода в ведение Таллинского порта.  До настоящего времени сохранился канал, который называют Адмиралтейским бассейном.

#### Кинохроника
- 1967 — сюжет кинохроники «На Таллинском судоремонтном заводе» (киноальманах «Советская Эстония» № 12 (881), режиссёр Валерия Андерсон). Рассказ о новом кузнечном цехе, фотографии старой кузнечной мастерской[10].
- 1972 — документальный фильм «Таллинский судоремонтный завод — 250». Исторический обзор и рассказ о текущей работе завода дополняют старые фотографии, документы и кадры кинохроники[11].
- 1972 — сюжет кинохроники «250 лет Таллинскому судоремонтному заводу» («Таллинфильм», киноальманах «Советская Эстония» № 7 (1020), режиссёр Семён Школьников)[12].
- 1973 — сюжет кинохроники «Таллинский судоремонтный завод» («Таллинфильм», киноальманах «Советская Эстония» № 24, режиссёр Валерия Андерсон). Рассказывается, как бригада Лео Сирела (Leo Sirela), Героя Социалистического Труда, заслуженного работника Эстонской ССР, работает над установкой и регулировкой корабельной лебёдки[13].
- 1973 — документальный фильм «Несколько жизней одного корабля» (эст. «Ühe laeva mitu elu», «Таллинфильм», режиссёр Семён Школьников). Рассказ о бригаде Лео Сирела и трудовой династии Сирела на поэтическом фоне моря и гавани. Сын Лео Сирела Райво также пришёл на завод после службы в армии и работает в бригаде отца[14].

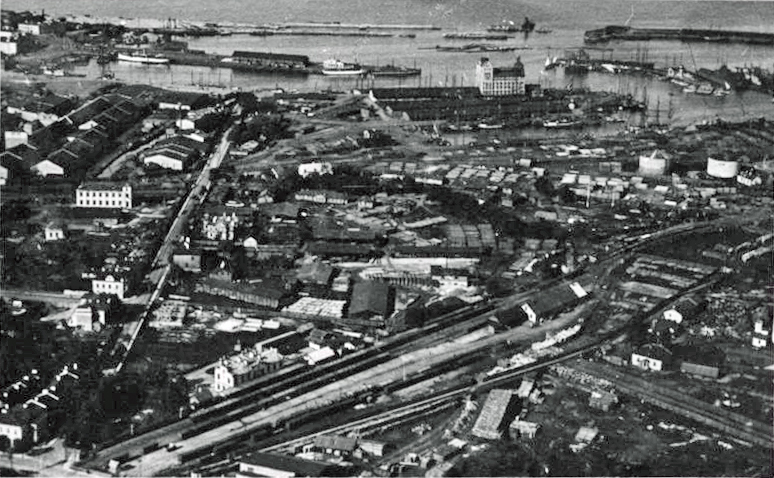
Территория Государственного портового завода в 1919—1921 годах
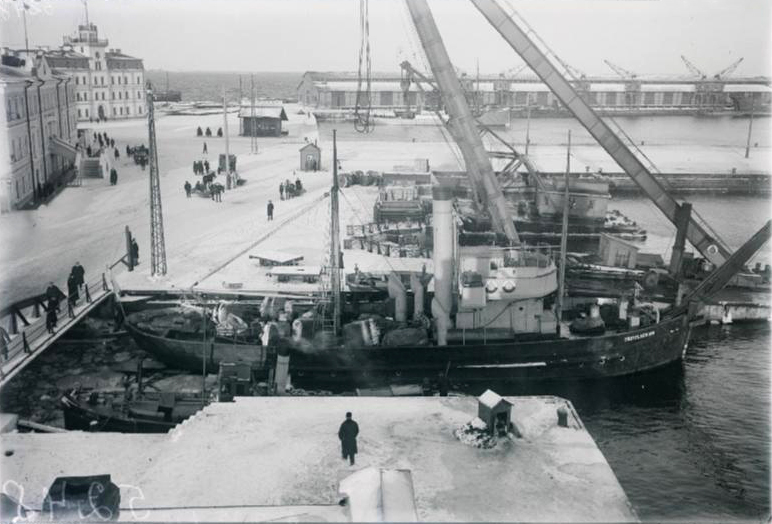
Подъёмник № 2 в устье Адмиралтейского канала, 1925 год
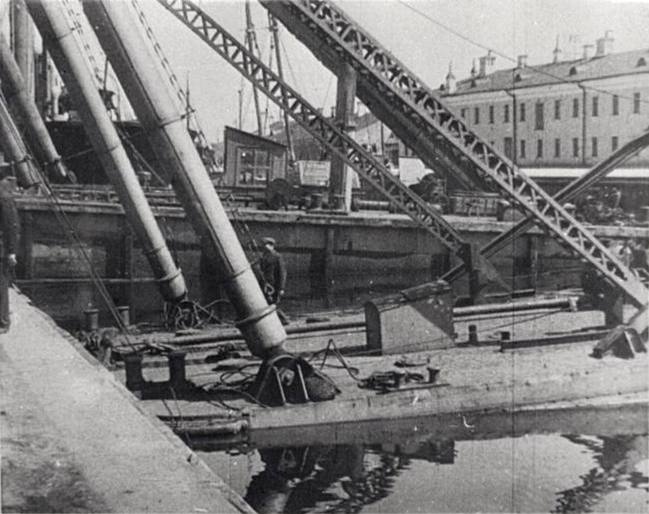
На Государственном портовом заводе в 1935 году
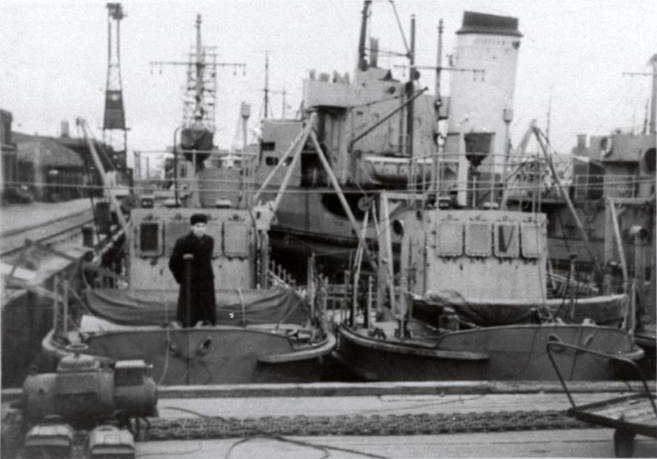
Тральщики в Адмиралтейском канале, Таллинский судоремонтный завод 1948—1949 гг.

## Суда, построенные на заводе
Среди судов, построенных на заводе, были:
- 1930 год — земснаряд «Hiiglane» (с эст. «Великан»), его дальнейшая судьба не установлена[15];
- 1935 год — спасательный ледокольный буксир «Merikaru» (с эст. «Морской медведь», погиб 19 августа 1941 года от подрыва на германской мине в Моонзундском проливе[16];
- 1938 год — «Mеrepoeg» (с эст. «Сын моря»), в советское время — «Теодолит», гидрографическое судно Управления водных путей Министерства транспорта Эстонской ССР; списано в 1960-х годах, разрезано и утилизировано[17].
- 1940 год  — «Pikker», яхта Президента Эстонии, одновременно сторожевой корабль ВМС Эстонии; в составе кораблей советского Балтийского флота — посыльное судно «Пиккер». Летом 1941 служил штабным кораблём КБФ, участвовал в Таллинском переходе. В 1941 году переименован в «Киев», в 1943 году — в «Луга», с 1944 года — «Ильмень». После окончания войны перешёл в Таллин, где был разоружён и переоборудован в правительственную яхту. В 1946—1947 годах совершил переход вокруг Европы, затем на Севастопольском морском заводе был дооборудован и переименован в «Рион». В 1961 передан МГУ как исследовательское судно «Московский Университет». Списано в 1978 году, утилизировано[18].